# Коньшино (Орловская область)
Коньшино — село в Верховском районе Орловской области России. Административный центр Коньшинского сельского поселения.

## География
Село находится в восточной части Орловской области, в лесостепной зоне, в пределах центральной части Среднерусской возвышенности, к западу от реки Любовша, на расстоянии примерно 16 км (по прямой) к юго-востоку от посёлка городского типа Верховье, административного центра района. Абсолютная высота — 210 м над уровнем моря.
Климат
Климат населённого пункта характеризуется как умеренно континентальный, с ярко выраженными временами года. Средняя многолетняя температура воздуха составляет 4,1 — 4,9°С. Абсолютный минимум температура воздуха самого холодного месяца (января) составляет −30,2 °C; абсолютный максимум самого тёплого месяца (июля) — 37 °С. Среднегодовое количество атмосферных осадков составляет 537—550 мм.
Часовой пояс
Село Коньшино, как и вся Орловская область, находится в часовой зоне МСК (московское время). Смещение применяемого времени относительно UTC составляет +3:00.

## Население
| 2002 | 2010 |
| ---- | ---- |
| 244  | ↘180 |

Половой состав
По данным Всероссийской переписи населения 2010 года, в гендерной структуре населения мужчины составляли 46,1 %, женщины — соответственно 53,9 %.
Национальный состав
Согласно результатам переписи 2002 года, в национальной структуре населения русские составляли 88 % из 244 чел.

## Улицы
Уличная сеть села состоит из двух улиц: Виноградная и Центральная.